# Concepción (departement)

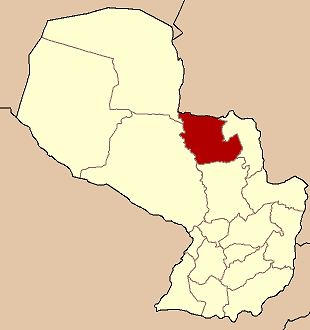
Departementets läge.

Departementets flagga.

Departementet Concepción (Departamento de Concepción ) är ett av Paraguays 17 departement.

## Geografi
Concepción har en yta på cirka 18 051 km² med cirka 179 000 invånare. Befolkningstätheten är 10 invånare/km². Departementet ligger i Región Oriental (Östra regionen).
Huvudorten är Concepción med cirka 45 000 invånare.

## Förvaltning
Distriktet förvaltas av en Gobernador och har ordningsnummer 1, ISO 3166-2-koden är "PY-1".
Departementet är underdelad i 8 distritos (distrikt):
- Belén
- Concepción
- Horqueta
- Loreto
- San Carlos
- San Lázaro
- Yby Yaaù
- Vallemí

Distrikten är sedan underdelade i municipios (kommuner).